# トランクウィリティー (ISS)

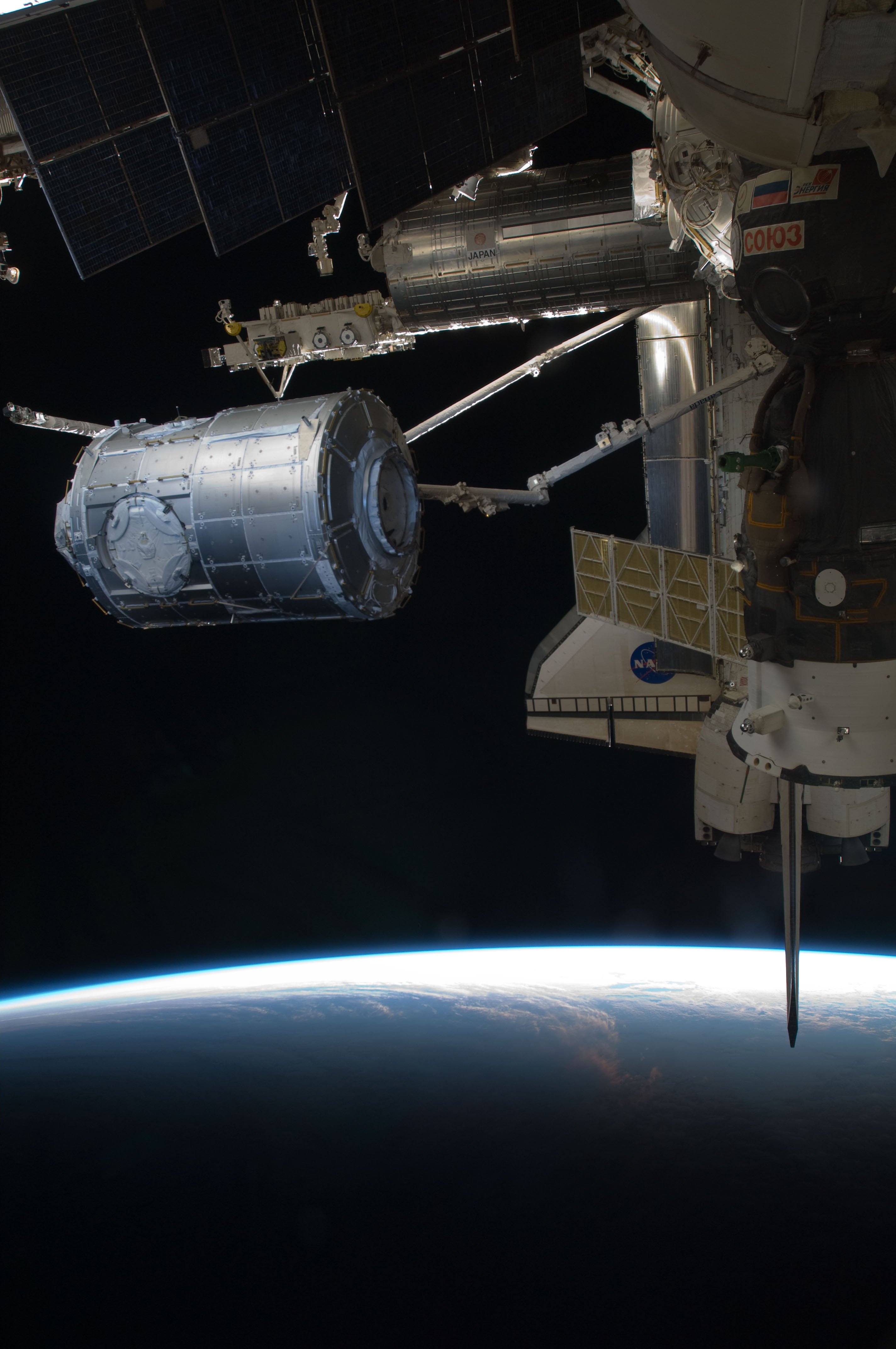
ISSに取り付けられるトランクウィリティー

トランクウィリティー（Tranquility）は、2010年2月のSTS-130/20Aミッションで国際宇宙ステーション（ISS）に追加されたモジュールである。正式名称決定前の名であるノード3とも呼ばれる（名称由来は後述）。
電力やデータ、コマンドの送受、熱制御や環境制御、乗員の行き来が可能な6箇所の共通結合機構を有しており、他のモジュールを結合させることができる(なお、このうち上部の1箇所はデクスターを設置できるように改造されたため、共通結合機能は装備していない)。

## 概要
「ユニティ」（ノード1）は米国で開発・製造されたが、「ハーモニー」（ノード2）とトランクウィリティーは、欧州宇宙機関(ESA)が開発・製造した。このため、ハーモニーとトランクウィリティーはほぼ同型である（ユニティと比べると長さを延長している）。
トランクウィリティーは、それまで宇宙で使用された中で最も先進的な生命維持システムが設置された。排水をリサイクルして、飲料水などへの使用が可能になるようにし、乗員の呼吸のための酸素の生成も行う。また、ISS内部の空気から汚染物質を除去し、空気成分を監視し制御する空気再生システムも設置された。搭乗員が使用する排水衛生区画（トイレ）も設置された（なお、これらの装置の大半はSTS-126やSTS-128で運ばれて、デスティニー内に設置されていたものであり、トランクウィリティー到着後に移設された）。
当初はユニティの地球側の結合部にトランクウィリティーを取り付ける予定であったが、計画変更により、ユニティの左舷側に設置されることになった。大型の観測窓であるキューポラは、トランクウィリティーに結合した状態で打ち上げられ、軌道上で、トランクウィリティーの底側（地球側）の共通結合機構に移設された。
トランクウィリティーの設置のために、まず、ユニティの地球側結合部に取り付けられていた PMA-3 をユニティの左舷側に移動して、ユニティの左舷側の共通結合機構の配線・配管取り付け部を船内から改造した後、ハーモニー上部の結合部にPMA-3を一時移設し、トランクウィリティーをユニティの左舷側に設置した。
キューポラ（トランクウィリティーとドッキングされた状態で運ばれてきたモジュール）を軌道上でトランクウィリティーの下側の結合部へ移設した後、空いた結合部（左舷側）には退避させておいたPMA-3を移設した。
2015年5月には、隣接するユニティの地球側結合部を、無人宇宙補給機のドラゴンおよびシグナスの係留場所として使用できるようにするため、該当箇所に結合していた恒久型多目的モジュールを、トランクウィリティーの前方側結合部へ移設した。また、2016年4月には、トランクウィリティーの後方側結合部に膨張式モジュールのBEAMを取り付けた。前述のように天頂側の結合部はデクスターの設置部に改造されたためモジュールを接続できないが、それ以外の5箇所の結合部すべてに何らかのモジュールが結合されている。

## 代案
2001年に、NASAはトランクウィリティー（当時はノード3）の設計変更を一時検討した。居住モジュールを延期またはキャンセルし、代わりに区画を延長もしくは拡張することで、居住区画として利用するという内容だった。当初設計では8台の国際標準実験ラックまたはシステムラックを設置できるのに対して、この拡張型は16個の国際標準実験ラックまたはシステムラックを設置可能とするものだったが、この案は採用されなかった。2005年の計画変更で居住モジュールは計画から削除されたが、拡張しなくてもISSの滞在人数を3人から6人に増加できることになり、大がかりな設計変更は行われなかった。

## 開発・輸送
2009年まではタレスアレニアスペース社トリノ工場のクリーンルームに置かれていた。そして空路で輸送され、2009年5月17日にケネディ宇宙センターに到着した。2009年5月発表のスペースシャトル発射計画で、2010年2月8日に打ち上げられたSTS-130/エンデバー号によってキューポラと共に軌道へ運ばれた。

## 名称
2009年4月にNASAは名称を月にある「静かの海（Sea of Tranquility）」にちなんで「トランクウィリティー（Tranquility）」と決定したことを正式発表した。命名に先立ち、NASAは「Node 3」の名称を一般公募していたが、米人気コメディアンのスティーヴン・コルベアが、自分の番組内で自らの名前にちなんだ「コルベア」を投票するよう呼びかけた。このためネット投票では、組織票により「コルベア」が1位となったが、NASAは「モジュール名に存命中の人物の名前は用いない」との理由で却下。人類が最初に月面着陸をした歴史的場所である『静かの海』にちなんだ名前を選ぶことになった。この名前はスティーヴン・コルベアの司会するコメディ番組内で、ゲストとして招かれたNASA宇宙飛行士を通して発表が行われた。その代わり、ISS内に設置する2台目のトレッドミル(T2)に「Combined Operational Load Bearing External Resistance Treadmill」、略して『コルベア（COLBERT）』と命名することでオチとした。

## 仕様
- 全長 - 6.70 m
- 直径 - 4.48 m
- 質量 - 15,500 kg （打ち上げ時） / 19,000 kg （軌道上）[2]